# Et’hem Ruka
Et’hem Ruka (ɛthɛm ɾuka; Turan, 1947. december 8. –) albán politikus, biológus, egyetemi tanár.
1971 és 1992 között a Tiranai Egyetemen oktatott, biológusként végzett kutatómunkát. 1991-ben az Albán Szocialista Párt színeiben kapcsolódott be a politikai életbe. 1997-től 2001-ig Albánia oktatásügyi és tudományos minisztere volt, először 2001–2002-ben, másodszor 2003–2005-ben a környezetvédelmi tárcát vezette, 2002-ben pedig rövid ideig az önkormányzati minisztérium munkáját irányította.

## Életútja
A dél-albánia Tepelena mellett, egy kis faluban született. A gjirokastrai Pandeli Sotiri Tanítóképző Középiskola elvégzését követően, 1965–1966-ban egy tepelenai körzeti általános iskolában oktatott. 1967-től 1971-ig a Tiranai Egyetem természettudományi karának hallgatója volt, biológia–kémia szakon diplomázott. Oklevele kézhez vételét követően az egyetemen maradt, és 1992-ig a biológiai tanszékcsoporton oktatott, 1988 után docensi címmel. Időközben 1978-tól 1983-ig a párizsi Pierre és Marie Curie Egyetem élettani és endokrinológiai laboratóriumban végzett kutatásokat, amelyek eredményeként kisdoktori képesítést szerzett. Hazatérését követően 1984-ben megvédte kandidátusi értekezését. 1992-ben Olaszországban, 1994-ben Szalonikiben vett részt tudományos továbbképzésen. 1994-ben címzetes egyetemi tanár lett a Tiranai Egyetemen.
1991-ben belépett az Albán Szocialista Pártba, 2005-ig a vezetőség tagja volt. 1992-től ugyancsak 2005-ig anyapártja színeiben az albán nemzetgyűlés képviselője volt. Parlamenti munkája során részt vett az oktatásügyi, tudománypolitikai, művelődési és sportbizottságok munkájában. 1994-től 1996-ig tagja volt az Európai Bizottság mellett dolgozó albán küldöttségnek, egyidejűleg részt vett az Európa Tanács jogi és emberi jogi bizottságának munkájában. Utóbbi munkája során 1995-ben emberi jogi továbbképzésen vett részt Hollandiában. 1997. július 25-étől 2001. szeptember 6-áig Fatos Nano, Pandeli Majko és Ilir Meta egymást követő kormányaiban vezette az oktatásügyi tárcát, emellett a Nano- és Meta-kabinetekben ő volt a tudománypolitikáért felelős miniszter is (az 1998. október 2-a és 1999. október 25-e között hivatalban lévő Majko-kormányban nem volt ilyen tárca). A Meta-kormány 2001. szeptember 6-ai átalakításakor a környezetvédelmi minisztérium vezetését bízták Rukára, majd 2002. február 22-e és június 25-e között, immár Pandeli Majko kabinetjében, önkormányzati és decentralizációs miniszter volt. 2002-ben Ruka vezette az Európai Biztonsági és Együttműködési Szervezet közgyűlésén részt vevő albán küldöttséget. 2003. december 29-én egy újabb Nano-kormány tagjaként Ruka visszatért a környezetvédelmi minisztérium élére, a kormány 2005. szeptember 10-ei feloszlásáig irányította a tárcát. Négy év kihagyás után 2009-ben ismét bekerült a nemzetgyűlésbe, és 2013-ig folytatta a képviselői munkát. Ebben az időszakban részt vett a törvényhozási tanács munkájában, emellett ő elnökölte a munkaügyi, szociális és egészségügyi állandó bizottságot.
Ruka házasember, felesége, Dituri Ruka kémikus. Házasságukból két fiú született, Rudenc Ruka régész, Maren Ruka idegsebész.